# Vassili Chebouïev
 Vassily Kozmitch Chebouïev  (en russe : Шебуев, Василий Козьмич, né à Kronstadt le 2 avril 1777 et mort à St. Petersbourg) le 16 juin 1855 est un peintre néo-classique russe du XIXe siècle et recteur de l’Académie russe des Beaux-Arts à Saint-Pétersbourg.

## Biographie
Venant de la noblesse, Chebouyev est formé à l’Académie russe des Beaux-Arts à Saint-Pétersbourg.

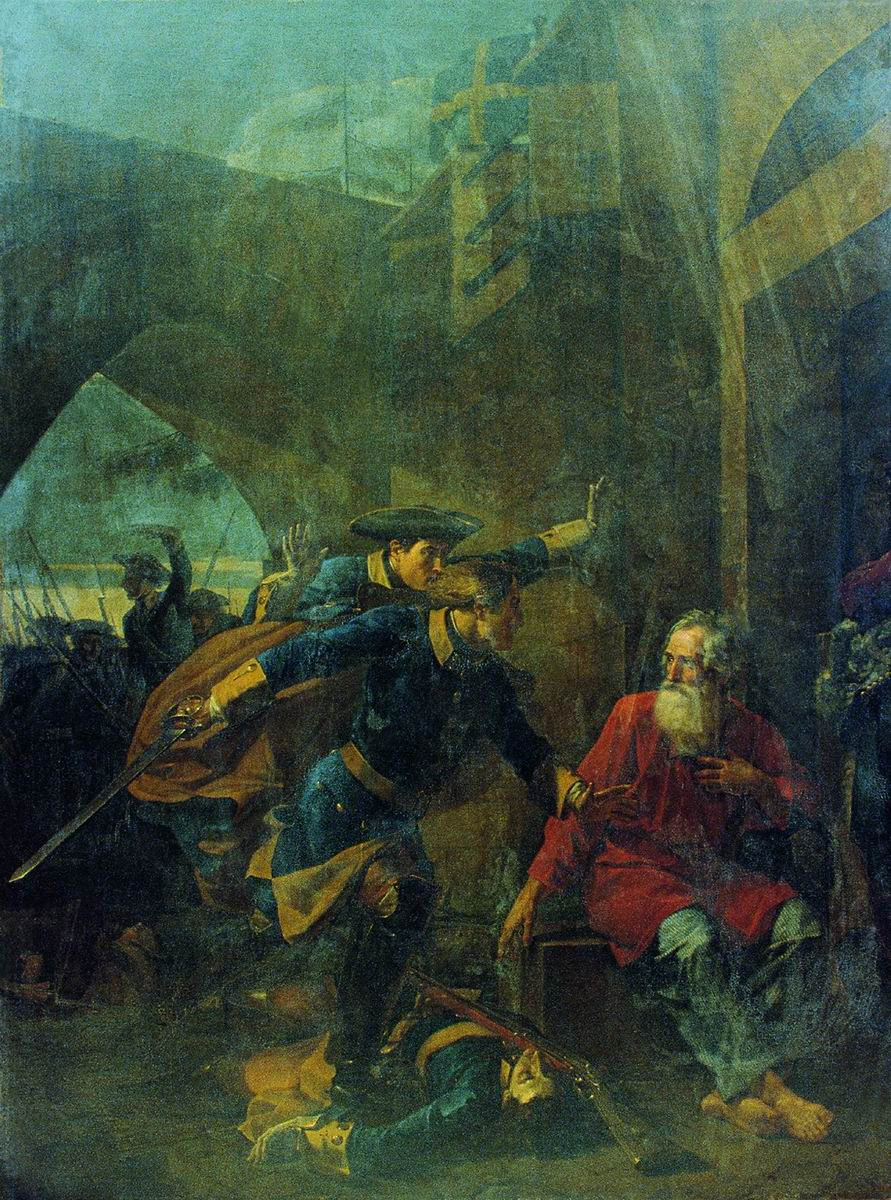
L'acte héroïque du marchand Igolkine.
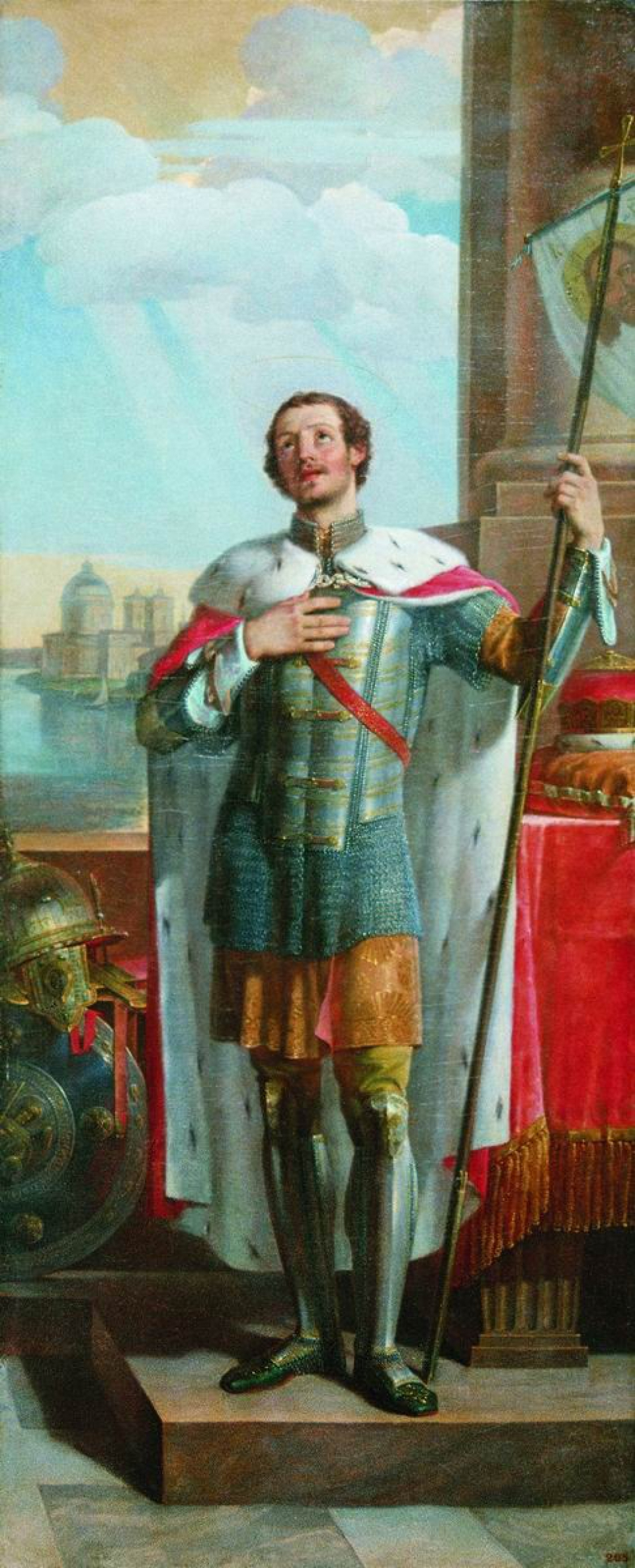
Alexandre Nevski.
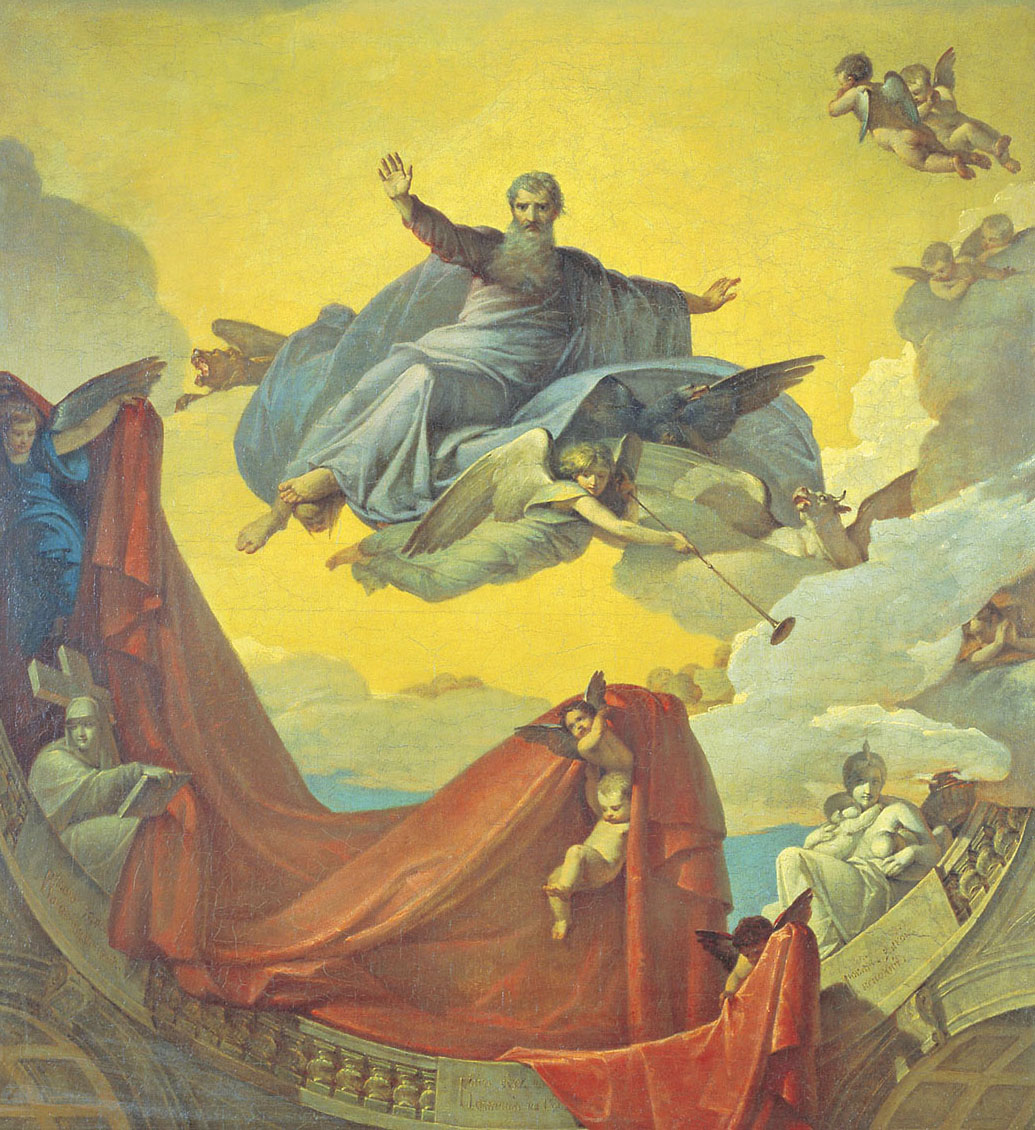
Plafond de l'église du Palais Catherine.